# Kanton Louviers-Sud
Kanton Louviers-Sud (fr. Canton de Louviers-Sud) je francouzský kanton v departementu Eure v regionu Horní Normandie. Skládá se ze 13 obcí.

## Obce kantonu
- Acquigny
- Amfreville-sur-Iton
- Crasville
- La Haye-le-Comte
- La Haye-Malherbe
- Hondouville
- Louviers (jižní část)
- Le Mesnil-Jourdain
- Pinterville
- Quatremare
- Surtauville
- Surville
- La Vacherie